# Кожевников, Нил Павлович
Нил Павлович Кожевников (1804—1837) — декабрист.
племянник жены Г.Р. Державина, двоюродный брат А.А. Фока).
Родился в Санкт-Петербурге в феврале 1804 года. Его отец Павел Александрович, дворянин Псковской губернии, владевший поместьем в селе Бородино вблизи Новоржева — чиновник VII класса, служил в провиантском департаменте столицы; мать — Екатерина Петровна, урождённая Яхонтова (двоюродная сестра жены Г. Р. Державина, Дарьи Алексеевны. В семье было два сына — Нил и Александр, и две дочери — Александра и Авдотья.
Воспитывался сначала дома под руководством француза Дебю, а затем в столичном пансионе Шлиттера. По окончании пансиона юношу взяла к себе тетушка Д. А. Державина; в доме Державиных он жил вместе с двоюродным братом А. А. Фоком; в 1819 году брал уроки у преподавателей профессора Н. И. Вольгемута (математика) и Лаврова (история).
С 27 июня 1820 года — подпрапорщик лейб-гвардии Измайловского полка; портупей-прапорщик — с 29.3.1822, прапорщик — с 6.1.1823, подпоручик — с 31.5.1824.
По показаниям ряда декабристов, был членом Северного общества, сам это решительно отрицал. Однако был на заседаниях членов Северного общества накануне восстания; агитировал солдат не присягать Николаю I. Был арестован 15 декабря 1825 года в казармах полка, 17 декабря доставлен в Петропавловскую крепость («посадить на гауптвахте в крепости»), затем в № 12 Никольской куртины.
Осужден по Х разряду (по некоторым источникам — по IX разряду) и по конфирмации 10 июля 1826 года был приговорён к лишению чинов и дворянства и определению рядовым в дальний гарнизон; 22 июля отправлен в Оренбургский гарнизонный полк, высочайшим указом от 22.8.1826 повелено перевести в полевые полки Кавказского корпуса до отличной выслуги; 31 января 1827 года был зачислен в Тифлисский пехотный полк; унтер-офицер — с 23 мая 1828 года.
В начале русско-турецкой войны был переведён 6 июня 1828 года в 42-й егерский полк. В боях с персами и турками неоднократно ранен. С 14 июня 1833 года — прапорщик с назначением в Грузинский 8-й линейный батальон; 19 июня 1835 года был переведён в пехотный кн. Варшавского полк.
Место смерти называют: урочище Джан-Янтаг на Кавказе и город Шушу, куда он был направлен по окончании русско-турецкой войны в декабре 1830 года и где он умер от болезней и ран.